# Стівен Шор
Стівен Шор (англ. Stephen Shore, нар. 8 жовтня 1947) — американський фотограф, відомий своїми фотознімками банальних сцен і об'єктів та тим, що став одним з ініціаторів використання кольору у фотографічному мистецтві. Автор книг Uncommon Places (1982) і American Surfaces (1999), фотографії для яких він зняв на під час подорожей територією США в 1970-х роках.
В 1971 Шор став першим з живих фотографів, роботи якого було виставлено в Музеї мистецтва Метрополітен в Нью-Йорку, де він провів персональну виставку чорно-білих фотографій.
В 1975 отримав Грант Ґуґґенгайма, а в 1976 провів персональну виставку кольорових фотографій в Музеї сучасного мистецтва в Нью-Йорку.
У 2010 став почесним членом Королівського фотографічного товариства.
Останніми роками працює в Ізраілі, на Західному березі річки Йордан та в Україні.